# Rhamphomyia villipes
Rhamphomyia villipes är en tvåvingeart som beskrevs av Daniel William Coquillett 1900. Rhamphomyia villipes ingår i släktet Rhamphomyia och familjen dansflugor.
Artens utbredningsområde är Northwest Territories, Kanada. Inga underarter finns listade i Catalogue of Life.